# الكنيسة الأسقفية في القدس والشرق الأوسط
الكنيسة الأسقفية في القدس والشرق الأوسط وهي جزء أساسي من الكنيسة الأنجليكانية العامة.

## المطرانيات
تتكون الكنيسة الأسقفية في القدس والشرق الأوسط من ثلاثة مطرانيات، وهي:
- مطرانية القدس الأسقفية: وتضم فلسطين وإسرائيل والأردن وسوريا ولبنان.[1]
- مطرانية إيران [الإنجليزية]: وتضم إيران.[2]
- مطرانية قبرص والخليج: وتضم قبرص وشبه الجزيرة العربية والعراق.

## الأساقفة

### أساقفة مطرانية القدس الأسقفية
شهد عام 1976 تكريس أول مطران أنجليكاني عربي في القدس في التاريخ، وهو المطران الفلسطيني فائق إبراهيم حداد، وقد قام المطران فائق حداد بعملية تعريب للمطرانية خلال فترة توليه رئاسة الأسقفية.

الأسقف فائق حداد

هذه قائمة أساقفة مطرانية القدس الأسقفية منذ تأسيسها وحتى اليوم:
| ترتيب الأساقفة    | اسم الأسقف                  | الفترة        |
| ----------------- | --------------------------- | ------------- |
| الأسقف الأول      | المطران مايكل الكسندر       | 1841 – 1846   |
| الأسقف الثاني     | المطران صموئيل غوبات        | 1846 – 1879   |
| الأسقف الثالث     | المطران جوزيف باركلي (en)   | 1879 – 1881   |
| شاغر              | -                           | 1881 – 1887   |
| الأسقف الرابع     | المطران جورج بليث (en)      | 1887 – 1914   |
| الأسقف الخامس     | المطران ريني ماكينيس (en)   | 1914 – 1932   |
| الأسقف السادس     | المطران فرانسيس براون (en)  | 1932 – 1943   |
| الأسقف السابع     | المطران ويستون ستيوارت (en) | 1943 – 1957   |
| الأسقف الثامن     | المطران كامبل ماكينيس (en)  | 1957 – 1969   |
| الأسقف التاسع     | المطران جورج أبليتون (en)   | 1969 – 1974   |
| الأسقف العاشر     | المطران روبرت ستوبفورد      | 1974 – 1976   |
| الأسقف الحادي عشر | المطران فائق حداد           | 1976 – 1984   |
| الأسقف الثاني عشر | المطران سمير قفعيتي         | 1984 – 1997   |
| الأسقف الثالث عشر | المطران رياح أبو العسل      | 1997 – 2007   |
| الأسقف الرابع عشر | المطران سهيل دواني (en)     | 2007 – 2021   |
| الأسقف الخامس عشر | المطران حسام إلياس نعوم     | 2021 – ...... |